# Éliminatoires du Championnat d'Europe féminin de football 2017
Navigation
Édition précédente Édition suivante
Les éliminatoires du Championnat d'Europe de football féminin 2017 se déroulent du 4 avril 2015 au 25 octobre 2016 et qualifient quinze des seize équipes participantes à la phase finale de l'Euro 2017, qui se déroule aux Pays-Bas du 16 juillet au 6 août 2017.
L'élargissement du tournoi de douze à seize équipes permet à des sélections de se qualifier pour leur première phase finale de l'Euro. C'est le cas de l'Écosse, du Portugal, de la Suisse, de la Belgique et de l'Autriche. La qualification du Portugal est la grande surprise de ces éliminatoires, où la hiérarchie est généralement respectée.
Des douze équipes ayant participé à l'édition 2013, seule la Finlande ne parvient pas à se qualifier.

## Organisation

### Programme
Sur les 51 nations membres de l'UEFA féminine, 46 se disputent 15 places qualificatives. 
Non-participants : Arménie, Azerbaïdjan, Bulgarie et Chypre
En tant que pays hôte, les Pays-Bas sont qualifiés d'office.
- Un tour préliminaire (du 4 au 9 avril 2015) concerne les 8 équipes les moins bien classées de l'UEFA, réparties en 2 groupes de 4 qui se rencontrent lors de tournois toutes rondes simples. Les premières de chaque groupe rejoignent les autres équipes pour la phase suivante des éliminatoires.

- La phase de groupes (du 17 septembre 2015 au 20 septembre 2016) concerne 40 équipes réparties en 8 groupes de 5, qui s'affrontent lors de tournois toutes rondes en matchs aller-retour. Les premières de chaque groupe ainsi que les 6 meilleures deuxièmes se qualifient pour la phase finale.

- Un barrage (les 21 octobre et 25 octobre 2016) en matchs aller et retour opposant les septième et huitième 2e de groupe.

### Chapeaux
Les équipes participant aux éliminatoires sont classées dans l'ordre selon le Coefficient UEFA. Lors du tirage au sort, les huit groupes seront composés d'une équipe de chaque pot.
| Pot A                                                            | Pot B                                                            | Pot C                                                                                    | Pot D                                                                               | Pot E | Tour préliminaire                                                      |
| ---------------------------------------------------------------- | ---------------------------------------------------------------- | ---------------------------------------------------------------------------------------- | ----------------------------------------------------------------------------------- | --- | ---------------------------------------------------------------------- |
| Allemagne France Suède Norvège Angleterre Italie Espagne Islande | Russie Danemark Finlande Suisse Écosse Autriche Ukraine Belgique | Pologne Tchéquie Pays de Galles République d'Irlande Roumanie Hongrie Serbie Biélorussie | Portugal Irlande du Nord Slovaquie Bosnie-Herzégovine Turquie Israël Slovénie Grèce | Estonie Croatie Kazakhstan Albanie Macédoine du Nord Monténégro Tour préliminaire 1er Groupe 1 Tour préliminaire 1er Groupe 2 | Îles Féroé Malte Géorgie Lituanie Lettonie Luxembourg Andorre Moldavie |

### Règlement
Le règlement est celui de l'UEFA relatif à cette compétition, des éliminatoires à la phase finale.
Victoire : 3 pts

Nul : 1 pt

Défaite : 0 pt

Classement :

1. Le plus grand nombre de points obtenus dans tous les matchs du groupe.
En cas d'égalité :
2. Plus grand nombre de points obtenus dans les matchs disputés entre les équipes à égalité ;
3. Meilleure différence de buts dans les matchs disputés entre les équipes à égalité ;
4. Plus grand nombre de buts marqués lors des matchs disputés entre les équipes à égalité ;
5. (si aller/retour) Plus grand nombre de buts marqués à l’extérieur dans les matchs disputés entre les équipes à égalité ;
Si, après l'application des critères 2 à 5, seule une partie des équipes sont encore à égalité, on reprend les critères 2 à 5 pour les équipes concernées par cette nouvelle égalité.
Si, après l'application des critères 2 à 5, toutes les équipes sont encore à égalité, les critères suivants s’appliquent :
6. Meilleure différence de buts dans tous les matchs du groupe ;
7. Plus grand nombre de buts marqués dans tous les matchs du groupe ;
8. (si aller/retour) Plus grand nombre de buts marqués à l’extérieur dans tous les matchs du groupe ;
9. Classement du fair-play dans tous les matchs du groupe :
Carton rouge : -3 pts, 
Carton jaune : -1 pt ;
10. Position dans le classement par coefficient des équipes nationales féminines de l’UEFA utilisée pour le tirage au sort des matchs de groupe de la phase de qualification.

Légende des classements
- Qualifié directement pour l'Euro 2017
- Tour préliminaire : Qualifié pour la phase de groupes
- Phase de groupes : Barragiste
- Éliminé de la compétition

Légende des résultats
- Victoire à domicile (ou de l'équipe la mieux classée lors du tour préliminaire)
- Match nul
- Défaite à domicile (ou de l'équipe la mieux classée lors du tour préliminaire)

## Tour préliminaire
Format
Chaque équipe affrontent une seule fois les trois autres de son groupe, dans un seul pays. Seules les premières se qualifient pour la phase de groupes.

### Groupe 1
Tous les matchs se déroulent à Orhei ou à Vadul-lui-Voda, en Moldavie.
| Rang | Équipe     | Pts | J | G | N | P | Bp | Bc | Diff |  | Résultats (▼ dom., ► ext.) |  |     |     |     |
| ---- | ---------- | --- | - | - | - | - | -- | -- | ---- |  | -------------------------- |  | --- | --- | --- |
| 1    | Moldavie   | 6   | 3 | 2 | 0 | 1 | 5  | 1  | +4   |  | Moldavie                   |  | 0-1 | 2-0 | 3-0 |
| 2    | Lettonie   | 4   | 3 | 1 | 1 | 1 | 5  | 5  | 0    |  | Lettonie                   |  |     | 1-1 | 3-4 |
| 3    | Lituanie   | 4   | 3 | 1 | 1 | 1 | 3  | 3  | 0    |  | Lituanie                   |  |     |     | 2-0 |
| 4    | Luxembourg | 3   | 3 | 1 | 0 | 2 | 4  | 8  | -4   |  | Luxembourg                 |  |     |     |     |

Départage des équipes à égalité

| Rang | Équipe   | Pts Groupe | Pts Égalité | Diff Égalité | Bp Égalité | Diff Groupe | Bp Groupe |
| ---- | -------- | ---------- | ----------- | ------------ | ---------- | ----------- | --------- |
| 2    | Lettonie | 4          | 1           | 0            | 1          | 0           | 5         |
| 3    | Lituanie | 4          | 1           | 0            | 1          | 0           | 3         |

### Groupe 2
Tous les matchs se déroulent à Hamrun, sur l'île de Malte.
| Rang | Équipe     | Pts | J | G | N | P | Bp | Bc | Diff |  | Résultats (▼ dom., ► ext.) |  |     |     |     |
| ---- | ---------- | --- | - | - | - | - | -- | -- | ---- |  | -------------------------- |  | --- | --- | --- |
| 1    | Géorgie    | 6   | 3 | 2 | 0 | 1 | 10 | 2  | +8   |  | Géorgie                    |  | 2-0 | 1-2 | 7-0 |
| 2    | Îles Féroé | 6   | 3 | 2 | 0 | 1 | 12 | 4  | +8   |  | Îles Féroé                 |  |     | 4-2 | 8-0 |
| 3    | Malte      | 6   | 3 | 2 | 0 | 1 | 9  | 8  | +1   |  | Malte                      |  |     |     | 5-3 |
| 4    | Andorre    | 0   | 3 | 0 | 0 | 3 | 3  | 20 | -17  |  | Andorre                    |  |     |     |     |

Départage des équipes à égalité

| Rang | Équipe     | Pts Groupe | Pts Égalité | Diff Égalité |
| ---- | ---------- | ---------- | ----------- | ------------ |
| 1    | Géorgie    | 6          | 3           | +1           |
| 2    | Îles Féroé | 6          | 3           | 0            |
| 3    | Malte      | 6          | 3           | -1           |

## Phase de groupes
Format
Les 40 équipes sont réparties en 8 groupes de 5, avec confrontations aller et retour. Chaque équipe dispute donc 8 matchs.
Les premières de chaque groupe ainsi que les 6 meilleures deuxièmes se qualifient directement pour la phase finale de l'Euro 2017.
Les septième et huitième deuxièmes doivent se rencontrer lors d'une barrage en matchs aller et retour pour se disputer la dernière place qualificative.

### Tirage au sort
Le tirage au sort a lieu le 13 avril 2015 à la Maison du football européen à Nyon en Suisse.
|       | Groupe 1          | Groupe 2             | Groupe 3 | Groupe 4  | Groupe 5  | Groupe 6        | Groupe 7           | Groupe 8       |
| ----- | ----------------- | -------------------- | -------- | --------- | --------- | --------------- | ------------------ | -------------- |
| Pot A | Islande           | Espagne              | France   | Suède     | Allemagne | Italie          | Angleterre         | Norvège        |
| Pot B | Écosse            | Finlande             | Ukraine  | Danemark  | Russie    | Suisse          | Belgique           | Autriche       |
| Pot C | Biélorussie       | République d'Irlande | Roumanie | Pologne   | Hongrie   | Tchéquie        | Serbie             | Pays de Galles |
| Pot D | Slovénie          | Portugal             | Grèce    | Slovaquie | Turquie   | Irlande du Nord | Bosnie-Herzégovine | Israël         |
| Pot E | Macédoine du Nord | Monténégro           | Albanie  | Moldavie  | Croatie   | Géorgie         | Estonie            | Kazakhstan     |

### Groupe 1
| Rang | Équipe            | Pts | J | G | N | P | Bp | Bc | Diff |  | Résultats (▼ dom., ► ext.) |     |     |     |     |      |
| ---- | ----------------- | --- | - | - | - | - | -- | -- | ---- |  | -------------------------- | --- | --- | --- | --- | ---- |
| 1    | Islande           | 21  | 8 | 7 | 0 | 1 | 34 | 2  | +32  |  | Islande                    |     | 1-2 | 4-0 | 2-0 | 8-0  |
| 2    | Écosse            | 21  | 8 | 7 | 0 | 1 | 30 | 7  | +23  |  | Écosse                     | 0-4 |     | 3-1 | 7-0 | 10-0 |
| 3    | Slovénie          | 9   | 8 | 3 | 0 | 5 | 21 | 19 | +2   |  | Slovénie                   | 0-6 | 0-3 |     | 3-0 | 8-1  |
| 4    | Biélorussie       | 9   | 8 | 3 | 0 | 5 | 10 | 20 | -10  |  | Biélorussie                | 0-5 | 0-1 | 2-0 |     | 6-2  |
| 5    | Macédoine du Nord | 0   | 8 | 0 | 0 | 8 | 4  | 51 | -47  |  | Macédoine du Nord          | 0-4 | 1-4 | 0-9 | 0-2 |      |

Départage des équipes à égalité

| Rang | Équipe      | Pts Groupe | Pts Égalité | Diff Égalité |
| ---- | ----------- | ---------- | ----------- | ------------ |
| 1    | Islande     | 21         | 3           | +3           |
| 2    | Écosse      | 21         | 3           | -3           |
| 3    | Slovénie    | 9          | 3           | +1           |
| 4    | Biélorussie | 9          | 3           | -1           |

### Groupe 2
| Rang | Équipe               | Pts | J | G | N | P | Bp | Bc | Diff |  | Résultats (▼ dom., ► ext.) |     |     |     |     |      |
| ---- | -------------------- | --- | - | - | - | - | -- | -- | ---- |  | -------------------------- | --- | --- | --- | --- | ---- |
| 1    | Espagne              | 24  | 8 | 8 | 0 | 0 | 39 | 2  | +37  |  | Espagne                    |     | 2-0 | 5-0 | 3-0 | 13-0 |
| 2    | Portugal             | 13  | 8 | 4 | 1 | 3 | 15 | 11 | +4   |  | Portugal                   | 1-4 |     | 3-2 | 1-2 | 6-1  |
| 3    | Finlande             | 13  | 8 | 4 | 1 | 3 | 17 | 12 | +5   |  | Finlande                   | 1-2 | 0-0 |     | 4-1 | 1-0  |
| 4    | République d'Irlande | 9   | 8 | 3 | 0 | 5 | 17 | 14 | +3   |  | République d'Irlande       | 0-3 | 0-1 | 0-2 |     | 9-0  |
| 5    | Monténégro           | 0   | 8 | 0 | 0 | 8 | 2  | 51 | -49  |  | Monténégro                 | 0-7 | 0-3 | 1-7 | 0-5 |      |

Départage des équipes à égalité

| Rang | Équipe   | Pts Groupe | Pts Égalité |
| ---- | -------- | ---------- | ----------- |
| 2    | Portugal | 13         | 4           |
| 3    | Finlande | 13         | 1           |

### Groupe 3
| Rang | Équipe   | Pts | J | G | N | P | Bp | Bc | Diff |  | Résultats (▼ dom., ► ext.) |     |     |     |     |     |
| ---- | -------- | --- | - | - | - | - | -- | -- | ---- |  | -------------------------- | --- | --- | --- | --- | --- |
| 1    | France   | 24  | 8 | 8 | 0 | 0 | 27 | 0  | +27  |  | France                     |     | 3-0 | 4-0 | 1-0 | 6-0 |
| 2    | Roumanie | 16  | 8 | 5 | 1 | 2 | 17 | 8  | +9   |  | Roumanie                   | 0-1 |     | 2-1 | 4-0 | 3-0 |
| 3    | Ukraine  | 13  | 8 | 4 | 1 | 3 | 14 | 12 | +2   |  | Ukraine                    | 0-3 | 2-2 |     | 2-0 | 2-0 |
| 4    | Grèce    | 6   | 8 | 2 | 0 | 6 | 9  | 19 | -10  |  | Grèce                      | 0-3 | 1-3 | 1-3 |     | 3-2 |
| 5    | Albanie  | 0   | 8 | 0 | 0 | 8 | 3  | 31 | -28  |  | Albanie                    | 0-6 | 0-3 | 0-4 | 1-4 |     |

### Groupe 4
| Rang | Équipe    | Pts | J | G | N | P | Bp | Bc | Diff |  | Résultats (▼ dom., ► ext.) |     |     |     |     |     |
| ---- | --------- | --- | - | - | - | - | -- | -- | ---- |  | -------------------------- | --- | --- | --- | --- | --- |
| 1    | Suède     | 21  | 8 | 7 | 0 | 1 | 22 | 3  | +19  |  | Suède                      |     | 1-0 | 3-0 | 2-1 | 6-0 |
| 2    | Danemark  | 19  | 8 | 6 | 1 | 1 | 22 | 1  | +21  |  | Danemark                   | 2-0 |     | 6-0 | 4-0 | 4-0 |
| 3    | Pologne   | 10  | 8 | 3 | 1 | 4 | 10 | 16 | -6   |  | Pologne                    | 0-4 | 0-0 |     | 2-0 | 4-0 |
| 4    | Slovaquie | 9   | 8 | 3 | 0 | 5 | 11 | 13 | -2   |  | Slovaquie                  | 0-3 | 0-1 | 2-1 |     | 4-0 |
| 5    | Moldavie  | 0   | 8 | 0 | 0 | 8 | 1  | 33 | -32  |  | Moldavie                   | 0-3 | 0-5 | 1-3 | 0-4 |     |

### Groupe 5
| Rang | Équipe    | Pts | J | G | N | P | Bp | Bc | Diff |  | Résultats (▼ dom., ► ext.) |     |     |      |     |     |
| ---- | --------- | --- | - | - | - | - | -- | -- | ---- |  | -------------------------- | --- | --- | ---- | --- | --- |
| 1    | Allemagne | 24  | 8 | 8 | 0 | 0 | 35 | 0  | +35  |  | Allemagne                  |     | 2-0 | 12-0 | 2-0 | 7-0 |
| 2    | Russie    | 14  | 8 | 4 | 2 | 2 | 14 | 9  | +5   |  | Russie                     | 0-4 |     | 3-3  | 5-0 | 2-0 |
| 3    | Hongrie   | 8   | 8 | 2 | 2 | 4 | 8  | 20 | -12  |  | Hongrie                    | 0-1 | 0-1 |      | 2-0 | 1-0 |
| 4    | Croatie   | 7   | 8 | 2 | 1 | 5 | 8  | 15 | -7   |  | Croatie                    | 0-1 | 0-3 | 1-1  |     | 3-0 |
| 5    | Turquie   | 4   | 8 | 1 | 1 | 6 | 3  | 24 | -21  |  | Turquie                    | 0-6 | 0-0 | 2-1  | 1-4 |     |

### Groupe 6
| Rang | Équipe          | Pts | J | G | N | P | Bp | Bc | Diff |  | Résultats (▼ dom., ► ext.) |     |     |     |     |     |
| ---- | --------------- | --- | - | - | - | - | -- | -- | ---- |  | -------------------------- | --- | --- | --- | --- | --- |
| 1    | Suisse          | 24  | 8 | 8 | 0 | 0 | 34 | 3  | +31  |  | Suisse                     |     | 2-1 | 5-1 | 4-0 | 4-0 |
| 2    | Italie          | 18  | 8 | 6 | 0 | 2 | 26 | 8  | +18  |  | Italie                     | 0-3 |     | 3-1 | 3-1 | 6-1 |
| 3    | Tchéquie        | 10  | 8 | 3 | 1 | 4 | 13 | 18 | -5   |  | Tchéquie                   | 0-5 | 0-3 |     | 3-0 | 4-1 |
| 4    | Irlande du Nord | 7   | 8 | 2 | 1 | 5 | 10 | 22 | -12  |  | Irlande du Nord            | 1-8 | 0-3 | 1-1 |     | 4-0 |
| 5    | Géorgie         | 0   | 8 | 0 | 0 | 8 | 2  | 34 | -32  |  | Géorgie                    | 0-3 | 0-7 | 0-3 | 0-3 |     |

### Groupe 7
| Rang | Équipe             | Pts | J | G | N | P | Bp | Bc | Diff |  | Résultats (▼ dom., ► ext.) |     |     |     |     |     |
| ---- | ------------------ | --- | - | - | - | - | -- | -- | ---- |  | -------------------------- | --- | --- | --- | --- | --- |
| 1    | Angleterre         | 22  | 8 | 7 | 1 | 0 | 32 | 1  | +31  |  | Angleterre                 |     | 1-1 | 7-0 | 1-0 | 5-0 |
| 2    | Belgique           | 17  | 8 | 5 | 2 | 1 | 27 | 5  | +22  |  | Belgique                   | 0-2 |     | 1-1 | 6-0 | 6-0 |
| 3    | Serbie             | 10  | 8 | 3 | 1 | 4 | 10 | 21 | -11  |  | Serbie                     | 0-7 | 1-3 |     | 0-1 | 3-0 |
| 4    | Bosnie-Herzégovine | 9   | 8 | 3 | 0 | 5 | 8  | 17 | -9   |  | Bosnie-Herzégovine         | 0-1 | 0-5 | 2-4 |     | 4-0 |
| 5    | Estonie            | 0   | 8 | 0 | 0 | 8 | 0  | 33 | -33  |  | Estonie                    | 0-8 | 0-5 | 0-1 | 0-1 |     |

### Groupe 8
| Rang | Équipe         | Pts | J | G | N | P | Bp | Bc | Diff |  | Résultats (▼ dom., ► ext.) |     |     |     |      |     |
| ---- | -------------- | --- | - | - | - | - | -- | -- | ---- |  | -------------------------- | --- | --- | --- | ---- | --- |
| 1    | Norvège        | 22  | 8 | 7 | 1 | 0 | 29 | 2  | +27  |  | Norvège                    |     | 2-2 | 4-0 | 10-0 | 5-0 |
| 2    | Autriche       | 17  | 8 | 5 | 2 | 1 | 18 | 4  | +14  |  | Autriche                   | 0-1 |     | 3-0 | 6-1  | 4-0 |
| 3    | Pays de Galles | 11  | 8 | 3 | 2 | 3 | 13 | 11 | +2   |  | Pays de Galles             | 0-2 | 0-0 |     | 4-0  | 3-0 |
| 4    | Kazakhstan     | 4   | 8 | 1 | 1 | 6 | 2  | 30 | -28  |  | Kazakhstan                 | 0-4 | 0-2 | 0-4 |      | 1-0 |
| 5    | Israël         | 2   | 8 | 0 | 2 | 6 | 2  | 17 | -15  |  | Israël                     | 0-1 | 0-1 | 2-2 | 0-0  |     |

### Classement des meilleurs deuxièmes
Afin de déterminer les six meilleurs deuxièmes, on établit le classement ci-dessous en prenant en compte les résultats contre les premiers, troisièmes et quatrièmes de leur groupe (sans tenir compte des cinquièmes)
Classement :

1. Plus grand nombre de points obtenus ;
2. Meilleure différence de buts ;
3. Plus grand nombre de buts marqués ;
4. Plus grand nombre de buts marqués à l’extérieur ;
5. Classement du fair-play dans tous les matchs du groupe :
Carton rouge : -3 pts, 
Carton jaune : -1 pt ;
6. Position dans le classement par coefficient des équipes nationales féminines de l’UEFA utilisée pour le tirage au sort des matchs de groupe de la phase de qualification.

| Rang | Équipe   | Pts | J | G | N | P | Bp | Bc | Diff |
| ---- | -------- | --- | - | - | - | - | -- | -- | ---- |
| 1    | Écosse   | 15  | 6 | 5 | 0 | 1 | 16 | 6  | +10  |
| 2    | Danemark | 13  | 6 | 4 | 1 | 1 | 13 | 1  | +12  |
| 3    | Italie   | 12  | 6 | 4 | 0 | 2 | 13 | 7  | +6   |
| 4    | Belgique | 11  | 6 | 3 | 2 | 1 | 16 | 5  | +11  |
| 5    | Autriche | 11  | 6 | 3 | 2 | 1 | 13 | 4  | +9   |
| 6    | Russie   | 10  | 6 | 3 | 1 | 2 | 12 | 9  | +3   |
| 7    | Roumanie | 10  | 6 | 3 | 1 | 2 | 11 | 8  | +3   |
| 8    | Portugal | 7   | 6 | 2 | 1 | 3 | 6  | 10 | -4   |

## Matchs de barrage
Deux matchs aller et retour déterminent la dernière équipe qualifiée.
| Équipe   | Aller | Total  | Retour   | Équipe   |
| -------- | ----- | ------ | -------- | -------- |
| Portugal | 0 - 0 | E1 - 1 | 1 - 1 ap | Roumanie |

## Liste des qualifiés
- Pays-Bas (Pays hôte)
- France (Première place du Groupe 3)
- Allemagne (Première place du Groupe 5)
- Suisse (Première place du Groupe 6)
- Angleterre (Première place du Groupe 7)
- Norvège (Première place du Groupe 8)
- Espagne (Première place du Groupe 2)
- Suède (Première place du Groupe 4)
- Islande (Première place du Groupe 1)
- Écosse (Deuxième place du Groupe 1 dans les 6 meilleurs deuxièmes)
- Belgique (Deuxième place du Groupe 7 dans les 6 meilleurs deuxièmes)
- Danemark (Deuxième place du Groupe 4 dans les 6 meilleurs deuxièmes)
- Italie (Deuxième place du Groupe 6 dans les 6 meilleurs deuxièmes)
- Autriche (Deuxième place du Groupe 8 dans les 6 meilleurs deuxièmes)
- Russie (Deuxième place du Groupe 5 dans les 6 meilleurs deuxièmes)
- Portugal (Deuxième place du Groupe 2 et qualifié via les barrages)

## Statistiques

### Statistiques générales
Uniquement sur la phase de groupes.
- Meilleure attaque : Espagne : 39 buts ; moins bonne : Estonie : 0 but.
- Meilleures défenses : Allemagne et France : 0 but ; moins bonnes : Monténégro et Macédoine : 51 buts.
- Meilleure différence de buts : Espagne : + 37 ; moins bonne : Monténégro : -49.
- Plus gros écart : la victoire de l'Espagne sur le Monténégro par 13 à 0.
- Plus gros écart à l'extérieur : la victoire de la Slovénie sur la Macédoine par 9 à 0.

### Meilleures buteuses
10 buts
- Harpa Þorsteinsdóttir
- Ada Hegerberg
- Jane Ross

8 buts
- Eugénie Le Sommer
- Verónica Boquete

7 buts
- Pernille Harder
- Nadia Nadim
- Dagný Brynjarsdóttir
- Isabell Herlovsen
- Ana-Maria Crnogorčević
- Helen Ward